# Buccatoggio
Le Buccatoggio ou Bucatoggio est un petit fleuve côtier du département Haute-Corse de la région Corse, dans la Castagniccia et a son embouchure sur la mer Tyrrhénienne.

## Géographie
D'une longueur de 9,9 kilomètres, le Bucatoggio prend sa source sur la commune de Santa-Reparata-di-Moriani à l'altitude 1 100 mètres, à 500 mètres à l'est du Mont Olmelli (1 285 m), entre la pointe Aragone 1 163 m et le col de Cernitojo (1 005 m).
Il coule globalement de l'ouest vers l'est.
Il a son embouchure en mer Tyrrhénienne sur la commune de San-Nicolao, entre la plage de Mariani et le port de Taverna, à l'altitude 0 mètre.
Les fleuves côtiers voisins sont au nord le Fium'Alto, au sud l'Alesani.

### Communes et cantons traversés
Dans le seul département de la Haute-Corse, le Bucatoggio traverse quatre communes et un canton :
- dans le sens amont vers aval : (source) Santa-Reparata-di-Moriani, San-Giovanni-di-Moriani, Santa-Maria-Poggio, San-Nicolao (embouchure)[note 1].

Soit en termes de cantons, le Buccatoggio prend source et a son embouchure dans le même canton de Campoloro-di-Moriani, dans l'arrondissement de Corte.

### Bassin versant
La superficie du bassin versant est de 112 km2[réf. nécessaire]. 

### Organisme gestionnaire
L'organisme gestionnaire est le Comité de bassin de Corse, depuis la loi corse du 22 janvier 2002.

## Affluents
Le Bucatoggio a huit affluents référencés :
- ----- le ruisseau Minaccio (rd[note 2]) 3 km, sur la seule commune de Santa-Reparata-di-Moriani avec quatre affluents :
  - le ruisseau de Tasso (rg) 1,5 km sur la seule commune de Santa-Reparata-di-Moriani.
  - le ruisseau d'Emerini (rg) 1,4 km sur la seule commune de Santa-Reparata-di-Moriani.
  - ----- le ruisseau Badionzole (rd) 2,6 km sur la seule commune de Santa-Reparata-di-Moriani avec deux affluents :
    - ----- le ruisseau Casamora (rd) 1,3 km sur la seule commune de Santa-Reparata-di-Moriani[note 1].
    - ----- le ruisseau de la Piada (rd) 1,4 km sur la seule commune de Santa-Reparata-di-Moriani.

  - ----- le ruisseau de Piova (rd) 1 km sur la seule commune de Santa-Reparata-di-Moriani.
- le ruisseau de Trappola (rg) 1,7 km, sur la seule commune de San-Giovanni-di-Moriani.
- ----- le ruisseau de Trefontane (rd) 1,1 km, sur les deux communes de San-Giovanni-di-Moriani et San-Nicolao[note 1].
- ----- le ruisseau de Casoli (rd) 1,3 km, sur les deux communes de Santa-Maria-Poggio et San-Nicolao.
- ----- le ruisseau Erbajolo (rd) 2,4 km, sur les deux communes de Santa-Maria-Poggio et San-Nicolao.
- ----- le ruisseau de Valitoti (rd) 1,4 km, sur les deux communes de Santa-Maria-Poggio et San-Nicolao.
- ----- le ruisseau de Mortete (rd) 1,3 km, sur les deux communes de Santa-Maria-Poggio et San-Nicolao.
- ----- le ruisseau de Catarelli (rd) 4,3 km, sur les deux communes de Santa-Maria-Poggio et San-Nicolao.

### Rang de Strahler
Le rang de Strahler du Bucatoggio est de quatre par le ruisseau de Minaccio, le ruisseau de Badionziole et les deux ruisseaux Casamora et de Piada.

## Hydrologie
Son régime hydrologique est dit pluvial méridional.

## Aménagements et écologie
Le cours d'eau est bien connu des amateurs d'eau,,,.